# Merutunga Suri
Merutunga Suri (przełom XIV i XV wieku) – mnich dżinijski, należący do tradycji śwetambarów, pisarz.

## Dzieła
- Rozważania o sześciu systemach